# Pendleton (Oregon)
Pendleton és una població dels Estats Units i seu del comtat d'Umatilla a l'estat d'Oregon. Segons el cens del 2006 tenia 17.310 habitants.

## Demografia
Segons el cens del 2000, Pendleton tenia 16.354 habitants, 5.964 habitatges, i 3.727 famílies. La densitat de població era de 628,3 habitants per km².
Dels 5.964 habitatges en un 31,7% hi vivien nens de menys de 18 anys, en un 47,4% hi vivien parelles casades, en un 10,7% dones solteres, i en un 37,5% no eren unitats familiars. En el 30,4% dels habitatges hi vivien persones soles l'11,6% de les quals corresponia a persones de 65 anys o més que vivien soles. El nombre mitjà de persones vivint en cada habitatge era de 2,39 i el nombre mitjà de persones que vivien en cada família era de 2,98.
Per edats la població es repartia de la següent manera: un 23,5% tenia menys de 18 anys, un 10,9% entre 18 i 24, un 31,3% entre 25 i 44, un 21,7% de 45 a 60 i un 12,6% 65 anys o més.
L'edat mediana era de 36 anys. Per cada 100 dones de 18 o més anys hi havia 116,8 homes.
La renda mediana per habitatge era de 36.800$ i la renda mediana per família de 47.410$. Els homes tenien una renda mediana de 31.763$ mentre que les dones 23.858$. La renda per capita de la població era de 17.551$. Aproximadament el 8,7% de les famílies i el 13,3% de la població estaven per davall del llindar de pobresa.

## Poblacions més properes
El següent diagrama mostra les poblacions més properes.